# Rhyacophila arcangelina
Rhyacophila arcangelina là một loài Trichoptera trong họ Rhyacophilidae. Chúng phân bố ở miền Cổ bắc.